# Eliana Printes

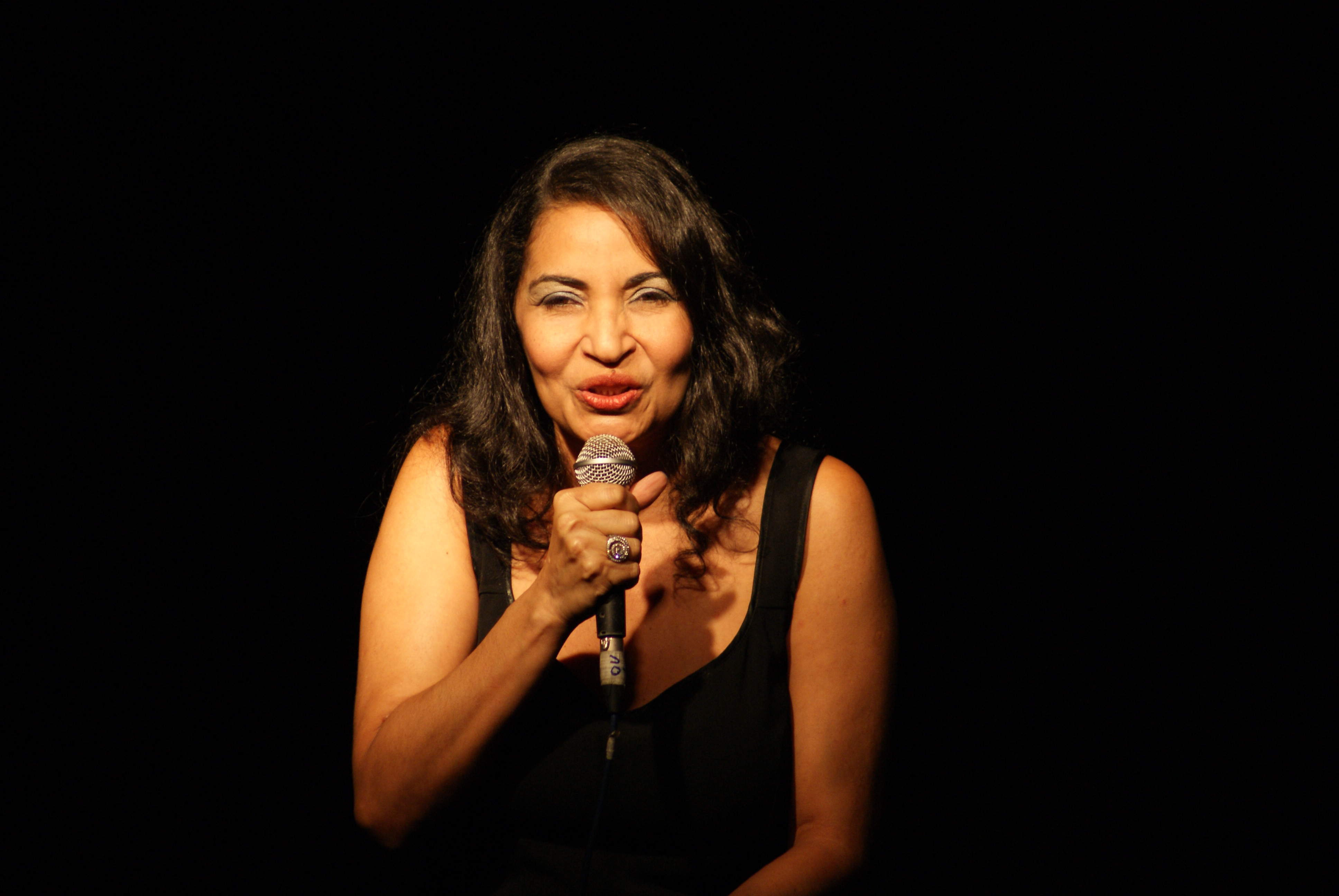
Eliana Printes

Eliana Printes ist eine brasilianische Sängerin aus Manaus, Amazonas, Brasilien.
Mit ihrer Debüt-CD Eliana Printes aus dem Jahr 1994 wurde sie für die Sharp-Verleihung (derzeit Tim-Verleihung) in der Kategorie „Revelação da Música Popular Brasileira“ (Newcomer-Auszeichnung) nominiert. Im Lauf ihrer Karriere hat sie sechs Alben mit Eigenkompositionen sowie Kompositionen von Freunden aufgenommen. Dazu kommen zwei Best-of-Alben und verschiedene Sammlungen. Diese erschienen sowohl in Brasilien als auch außerhalb des Landes. Die CD Divas Cantam Jobim wurde im Jahr 2007 durch Som Livre in Portugal veröffentlicht. Ebenfalls im selben Jahr spielte sie im Film Nokia Music Recommenders, bei dem Wim Wenders Regie führte.

## Biografie
Eliana wurde in einfachen Verhältnissen geboren. Ihre Mutter war Hausfrau und ihr Vater Zimmermann. Teilweise hat er für das große Teatro Amazonas in Manaus die Szenarien her- und aufgestellt. In seiner Freizeit hat er Pandeiro gespielt. Musik hat ihn immer interessiert. Als Eliana 12 war, begann sie, Gitarre zu spielen.
Ihre Kindheit verbrachte sie in Manaus, wo sie täglich Radio hörte. Außerdem hörte sie oft die Schallplatten ihres Vaters. Im Jahr 1994 reiste sie nach Rio de Janeiro, wo sie ihre erste CD mit dem Titel Eliana Printes aufnahm. 1996 bekam sie einen Vertrag von Indie Records/Universal Music. Danach war sie in der Lage, eine Reihe weiterer Werke herauszugeben, unter anderem weitere fünf CDs, deren Lieder sowohl von ihr als auch von Freunden komponiert wurden.
Die Sängerin hatte im Jahr 2011 zwei wichtige Auftritte im deutschsprachigen Raum. Zum einen die Brasilianische Nacht in der Reihe „Klassik am Weberplatz“ in Potsdam mit dem Sinfonieorchester Collegium Musicum Potsdam Dirigenten Dr. Knut Andreas, zum anderen ein Auftritt im Musikinstrumentenmuseum in St. Gilgen, Österreich.
Eliana Printes lebt in Rio de Janeiro.

## Diskografie
- Eliana Printes (1994)
- Eliana Printes (1996)
- O Próximo Beijo (1998)
- Pra Lua Tocar (2000)
- Pra Você Me Ouvir (2003)
- Mais Perto De Mim (2007)
- Cinema Guarany (2011)